# Anna Maria (cantante)
Anna Maria Ramenghi (Castel Guelfo di Bologna, 20 maggio 1945) è una cantante italiana.

## Biografia
Nata in un paesino in provincia di Bologna, figlia di un impiegato di banca che per hobby suonava come orchestrale in vari complessi da ballo, si appassiona al canto fin da bambina.
Dopo aver cantato in alcuni complessi a livello regionale, partecipa e vince il Festival di Castrocaro 1961; ottiene quindi un contratto discografico con la RCA Italiana, che la fa debuttare nello stesso anno.
Nel 1962 incide Non ti credo, scritta da Sergio Endrigo per il testo e da Luis Bacalov per la musica.
Nel 1963 presenta a Studio Uno la canzone Acqua passata; partecipa inoltre al Cantagiro 1963 con il retro Il bene e il male, canzone che nell'attacco della tromba solista riprende il tema dell'"Habanera" della "Carmen" di Georges Bizet.
Nello stesso anno ha un breve flirt con Sergio Endrigo, che le dedica la canzone Annamaria.
Nel 1964 incide il 45 giri Il ragazzo del mio palazzo/Non sei più come prima con sonorità beat, in cui è accompagnata dai The Rokes.
Nel 1965 partecipa all'incisione del brano Voglio dormire di Don Backy.
Negli anni successivi continua l'attività a livello locale; pubblica poi un 45 giri nel 1976 con una cover di Fernando degli ABBA, e si ritira poco dopo dall'attività musicale.

## Discografia

### Album
- 1964: Cocktail di canzoni (RCA Italiana PML 10379 - brani "Amado mio "No" sul lato A; brani "Ti seguirò" e "Viaggio nell'infinito" sul lato B)

### Singoli
- 1961: Il segreto/A te (RCA Italiana PM45-3045)
- 1962: Non ti credo/La porta del cielo (RCA Italiana PM45-3063)
- 1962: Canadian twist/Frenetico twist (RCA Italiana)
- 1963: Acqua passata/Il bene e il male (RCA Italiana PM45-3178)
- 1964: Il ragazzo del mio palazzo/Non sei più come prima (RCA Italiana PM45-3273)
- 1976: Fernando/Amaro fiore (Las Vegas LVS 1075)
- 1976: SOS/Mi piaci così (Radio Records, 500 2071)

### Singoli pubblicati fuori dall'Italia
- 1961: Il segreto / Minuetto twist (RCA Victor, S5-1374; pubblicato in Giappone, lato B cantato da Rosy)